# Isak (Vorname)
Isak ist ein männlicher Vorname.

## Herkunft und Bedeutung
Er ist die dänische, norwegische und schwedische Variante des Namens Isaak.

## Bekannte Namensträger (Auswahl)
- Isak Abelsen (1879–1956), grönländischer Landsråd
- Isak Arvidsson (* 1992), schwedischer Tennisspieler
- Isak Gustaf Clason (1856–1930), schwedischer Architekt
- Isak Collijn (1875–1949), schwedischer Buchhistoriker, Inkunabelforscher und Reichsbibliothekar
- Isak Doera (1931–2012), römisch-katholischer Bischof von Sintang
- Isak Engelberg (1889–vermutlich 1942), polnischer Kaufmann
- Isak Friedberg (??–1870), deutscher Bezirksrabbiner
- Isak ben Mordechai, Schriftgelehrter
- Isak Schlockow (1837–1890), deutscher Gerichtsmediziner
- Isak Unna (1872–1948), deutscher Altphilologe und Rabbiner